# Molgula calvata
Molgula calvata är en sjöpungsart som beskrevs av Sluiter 1904. Molgula calvata ingår i släktet Molgula och familjen kulsjöpungar. Inga underarter finns listade i Catalogue of Life.